# Allophylus

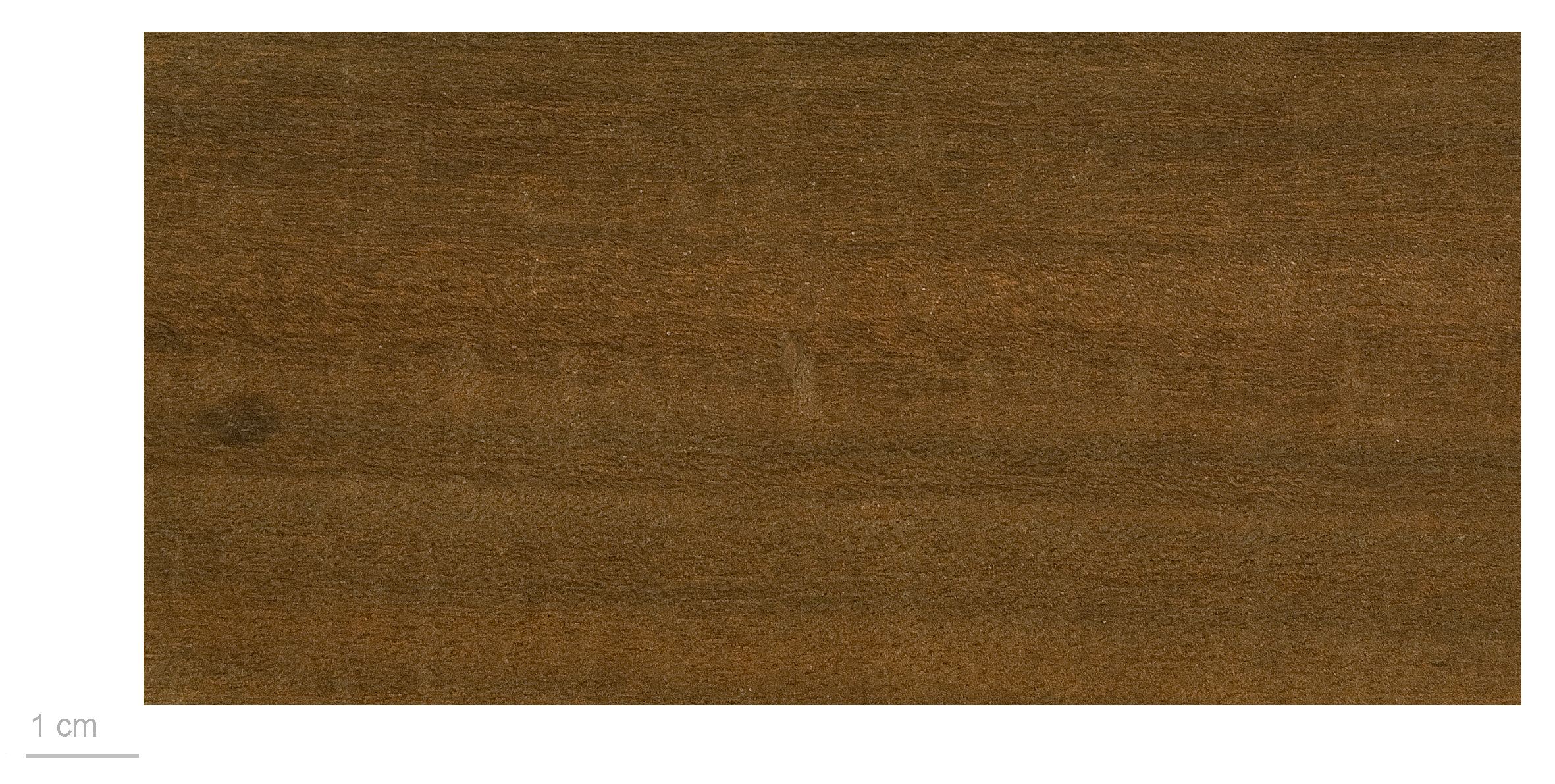
Allophylus timoriensis

Allophylus es un género de plantas con flores perteneciente a la familia Sapindaceae son naturales de las islas del Caribe, Puerto Rico y las Islas Vírgenes.

## Especies
| - Allophylus abyssinicus (Hochst.) Radlk. - Allophylus acutatus Radlk. - Allophylus africanus P.Beauv. - Allophylus agbala Hauman - Allophylus aldabricus Radlk. - Allophylus altescandens Hauman - Allophylus amazonicus (Mart.) Radlk. - Allophylus amboinensis Blume - Allophylus amentaceus Radlk. - Allophylus amplissimus Hauman - Allophylus angustatus (Triana & Planch.) Radlk. - Allophylus antunesii Gilg - Allophylus apiocarpus Radlk. - Allophylus arboreus Choux - Allophylus bartlettii Merr. - Allophylus betongensis Craib - Allophylus bicruris Radlk. - Allophylus boinensis Choux - Allophylus bojerianus (Cambess.) Blume - Allophylus bongolavensis Choux - Allophylus borbonicus (J.F.Gmel.) F.Friedmann - Allophylus brachypetalus Gagnep. - Allophylus brachystachys Radlk. - Allophylus brevipes Radlk. - Allophylus brevipetiolaris Radlk. - Allophylus bullatus Radlk. - Allophylus camptoneurus Radlk. - Allophylus camptostachys Radlk. - Allophylus capillipes Gagnep. - Allophylus caudatus Radlk. - Allophylus cazengoensis Baker f. - Allophylus chartaceus (Kurz) Radlk. - Allophylus chaunostachys Gilg - Allophylus chirindensis Baker f. - Allophylus chlorocarpus Radlk. - Allophylus chrysoneurus Radlk. - Allophylus chrysothrix (Radlk.) Lisowski - Allophylus cinnamomeus Radlk. - Allophylus cobbe (L.) Raeusch. - Allophylus cominia (L.) Sw. - yanilla de Cuba - Allophylus commersonii Blume - Allophylus concanicus Radlk. - Allophylus congolanus Gilg - Allophylus conraui Gilg ex Radlk. - Allophylus coriaceus Radlk. - Allophylus costatus Choux - Allophylus crassinervis Radlk. - Allophylus crenatus Radlk. - Allophylus cristalensis Lippold - Allophylus cubensis Borhidi & O.Muñiz - Allophylus dasythyrsus Radlk. - Allophylus decaryi Danguy & Choux - Allophylus decipiens (E.Mey.) Radlk. - Allophylus delicatulus Verdc. - Allophylus densiflorus Radlk. - Allophylus dimorphus Radlk. - Allophylus dioicus (Nees & Mart.) Radlk. - Allophylus divaricatus Radlk. - Allophylus dodsonii Gentry - Allophylus domingensis Alain - Allophylus dregeanus (Sond.) De Winter - Allophylus dummeri Baker f. - Allophylus edulis (A.St.-Hil., A.Juss. & Cambess.) Radlk. - Allophylus elongatus Radlk. - Allophylus eustachys Radlk. - Allophylus excelsus (Triana & Planch.) Radlk. - Allophylus ferrugineus Taub. - Allophylus filiger Radlk. - Allophylus floribundus (Poepp.) Radlk. - Allophylus fulvotomentosus Gilg - Allophylus fuscus Radlk. - Allophylus gentryi Croat - Allophylus glabratus (Kunth) Radlk. - Allophylus gossweileri Baker f. - Allophylus goudotii (Triana & Planch.) Radlk. - Allophylus grandiflorus Radlk. - Allophylus grandifolius (Baker) Radlk. - Allophylus granulatus Radlk. - Allophylus grossedentatus (Turcz.) Fern.-Vill. - Allophylus grotei F.G.Davies & Verdc. - Allophylus guaraniticus (A.St.-Hil.) Radlk. - Allophylus haitiensis Radlk. & Ekman - Allophylus hallaei Fouilloy - Allophylus hamatus Verm. ex Hauman - Allophylus hayatae Gagnep. - Allophylus heterophyllus (Cambess.) Radlk. - Allophylus hirsutus Radlk. - Allophylus hirtellus (Hook. f.) Radlk. - Allophylus holophyllus Radlk. - Allophylus hylophilus Gilg - Allophylus hymenocalyx Radlk. - Allophylus imenoensis Pellegr. - Allophylus incanus Radlk. - Allophylus insignis Radlk. - Allophylus jamaicensis Radlk. - Allophylus javensis Blume - Allophylus jejunus Standl. ex Lundell - Allophylus katangensis Hauman - Allophylus laetevirens Ridl. - Allophylus laetus Radlk. - Allophylus laevigatus (Turcz.) Radlk. - Allophylus largifolius Radlk. - Allophylus lasiopus Baker f. - Allophylus lastoursvillensis Pellegr. - Allophylus latifolius Huber - Allophylus laxiflorus Gagnep. - Allophylus le-testui Pellegr. | - Allophylus leptocladus Radlk. - Allophylus leptococcus Radlk. - Allophylus leptostachys Radlk. - Allophylus leucochrous Radlk. - Allophylus leucoclados Radlk. - Allophylus leucophloeus Radlk. - Allophylus livescens Gagnep. - Allophylus longicuneatus Verm. ex Hauman - Allophylus longifolius Radlk. - Allophylus longipes Radlk. - Allophylus longipetiolatus Gilg - Allophylus lopezii Merr. - Allophylus loretensis Standl. ex J.F.Macbr. - Allophylus macrocarpus Danguy & Choux - Allophylus macrodontus Merr. - Allophylus macrostachys Radlk. - Allophylus maestrensis Lippold - Allophylus malvaceus Radlk. - Allophylus mananarensis Choux - Allophylus marquesensis F.Br. - Allophylus mayimbensis Pellegr. - Allophylus megaphyllus Hutch. & Dalziel - Allophylus melanocarpus (Sond.) Radlk. - Allophylus melliodorus Gilg ex Radlk. - Allophylus micrococcus Radlk. - Allophylus mollis (Kunth) Radlk. - Allophylus montanus F.N.Williams - Allophylus mossambicensis Exell - Allophylus multicostatus A.H.Gentry - Allophylus myrianthus Radlk. - Allophylus natalensis (Sond.) De Winter - Allophylus ngounyensis Pellegr. - Allophylus nigericus Baker f. - Allophylus nigrescens Blume - Allophylus nitidulus (Triana & Planch.) Radlk. - Allophylus obliquus Radlk. - Allophylus oyemensis Pellegr. - Allophylus pachyphyllus Radlk. - Allophylus pallidus Radlk. - Allophylus panamensis Radlk. - Allophylus paniculatus (Poepp.) Radlk. - Allophylus parimensis Steyerm. - Allophylus pauciflorus Radlk. - Allophylus peduncularis Radlk. - Allophylus persicifolius Hauman - Allophylus peruvianus Radlk. - Allophylus pervillei Blume - Allophylus petelotii Merr. - Allophylus pilosus (J.F.Macbr.) A.H.Gentry - Allophylus poungouensis Pellegr. - Allophylus pseudopaniculatus Baker f. - Allophylus psilospermus Radlk. - Allophylus punctatus (Poepp.) Radlk. - Allophylus quercifolius (Mart.) Radlk. - Allophylus quinatus Radlk. - Allophylus racemosus Sw. - palo de caja (Cuba) - Allophylus rapensis F.Br. - Allophylus repandifolius Merr. & Chun - Allophylus repandodentatus Radlk. - Allophylus reticulatus Radlk. - Allophylus rheedei (Wight) Radlk. - Allophylus rhodesicus Exell - Allophylus rhomboidalis (Nadeaud) Radlk. - Allophylus rigidus Sw. - Allophylus robustus Radlk. - Allophylus roigii Lippold - Allophylus rubifolius (Hochst. ex A.Rich.) Engl. - Allophylus rutete Gilg - Allophylus salignus Blume - Allophylus salinarius Gagnep. - Allophylus samarensis Merr. - Allophylus sapinii Verm. ex Hauman - Allophylus scandens Ridl. - Allophylus schweinfurthii Gilg - Allophylus scrobiculatus (Poepp.) Radlk. - Allophylus sechellensis Summerh. - Allophylus serratus (Hiern) Kurz - Allophylus setulosus Radlk. - Allophylus simplicifolius Radlk. - Allophylus sootepensis Craib - Allophylus spectabilis Gilg - Allophylus spicatus (Poir.) Radlk. - Allophylus steinbachii F.A.Barkley & Villa - Allophylus stenodictyus Radlk. - Allophylus stenophyllus Merr. - Allophylus strictus Radlk. - Allophylus subfalcatus Radlk. - Allophylus subincisodentatus Radlk. - Allophylus sumatranus Blume - Allophylus talbotii Baker f. - Allophylus tanzaniensis F.G.Davies - Allophylus timorensis (DC.) Blume - Allophylus torrei Exell & Mendonça - Allophylus transvaalensis Burtt Davy - Allophylus trichodesmus Radlk. - Allophylus trichophyllus Merr. & Chun - Allophylus triphyllus (Burm. f.) Merr. - Allophylus umbrinus A.C.Sm. - Allophylus unifoliatus Radlk. - Allophylus unifoliolatus Radlk. - Allophylus vestitus F.G.Davies - Allophylus villosus (Roxb.) Blume - Allophylus viridis Radlk. - Allophylus whitei Exell - Allophylus zenkeri Gilg ex Radlk. - Allophylus zeylanicus L. |